# 11476 Stefanosimoni
11476 Stefanosimoni este un asteroid din centura principală de asteroizi.

## Descriere
11476 Stefanosimoni este un asteroid din centura principală de asteroizi. A fost descoperit pe 23 aprilie 1984 la Observatorul La Silla de Vincenzo Zappalà. Asteroidul prezintă o orbită caracterizată de o semiaxă mare de 2,34 ua, o excentricitate de 0,20 și o înclinație de 2,4° în raport cu ecliptica.